# 皮斯季尼卡河
皮斯季尼卡河（烏克蘭語：Пістинька），是烏克蘭的河流，位於該國西部，屬於普魯特河的支流，流經伊萬諾-弗蘭科夫斯克州，河道全長56公里，流域面積661平方公里，河道在十二月至三月期間結冰。